# اچ‌دی ۳۴۵۵۷
اچ‌دی ۳۴۵۵۷ یک ستاره است که در صورت فلکی ارابه‌ران قرار دارد.